# Haggerstone Island
Haggerstone Island (engelska: Haggerston Island) är en ö i Australien. Den ligger i delstaten Queensland, omkring 2 000 kilometer nordväst om delstatshuvudstaden Brisbane. Arean är 0,44 kvadratkilometer. Den sträcker sig 0,7 kilometer i nord-sydlig riktning, och 0,7 kilometer i öst-västlig riktning.
Savannklimat råder i trakten. Genomsnittlig årsnederbörd är 1 515 millimeter. Den regnigaste månaden är mars, med i genomsnitt 473 mm nederbörd, och den torraste är augusti, med 7 mm nederbörd.